# Teatro Abraham Chávez
El Teatro Abraham Chávez (en inglés: Abraham Chavez Theatre) conocido simplemente como el teatro de Chávez (Chavez Theatre), es una sala de conciertos con capacidad para 2.500 personas ubicada en El Paso, Texas, Estados Unidos. Se encuentra junto al Centro de convenciones Williams. Su exterior se asemeja a un sombrero y cuenta con una entrada principal de cristal de tres pisos. El Teatro Abraham Chávez lleva el nombre del Maestro Abraham Chávez, quien fue el conductor de la Orquesta Sinfónica de El Paso por mucho tiempo. Personas famosas que han actuado aquí incluyen a Gabriel Iglesias, Aaron Velasco, Tim Black, Hunter Downing, Erik Carvajal y Joshua Ryan. En el interior, el teatro tiene un 5.000 pies cuadrados (460 metros cuadrados) de vestíbulos y un escenario de 40 por 56 pies, así como 14 camerinos. Los Asientos del teatro se dividen en tres niveles. Hay también una sala de reuniones adyacente al teatro.